# Ulm Hauptbahnhof
Ulm Hauptbahnhof is een spoorwegstation in de Duitse plaats Ulm. Het station behoort tot de Duitse stationscategorie 2.  

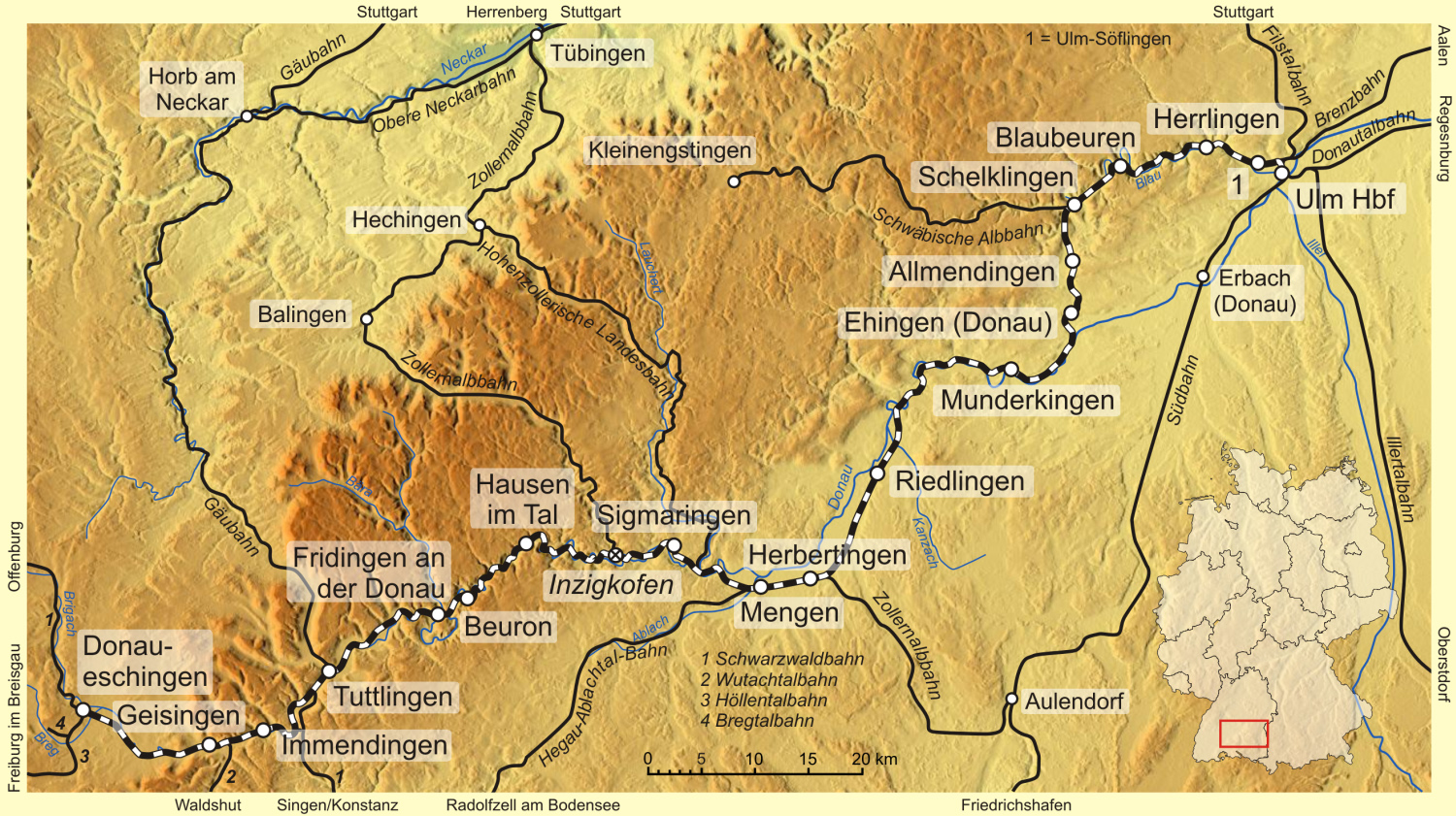
Traject spoorlijn Ulm - Donaueschingen (Donautalbahn)
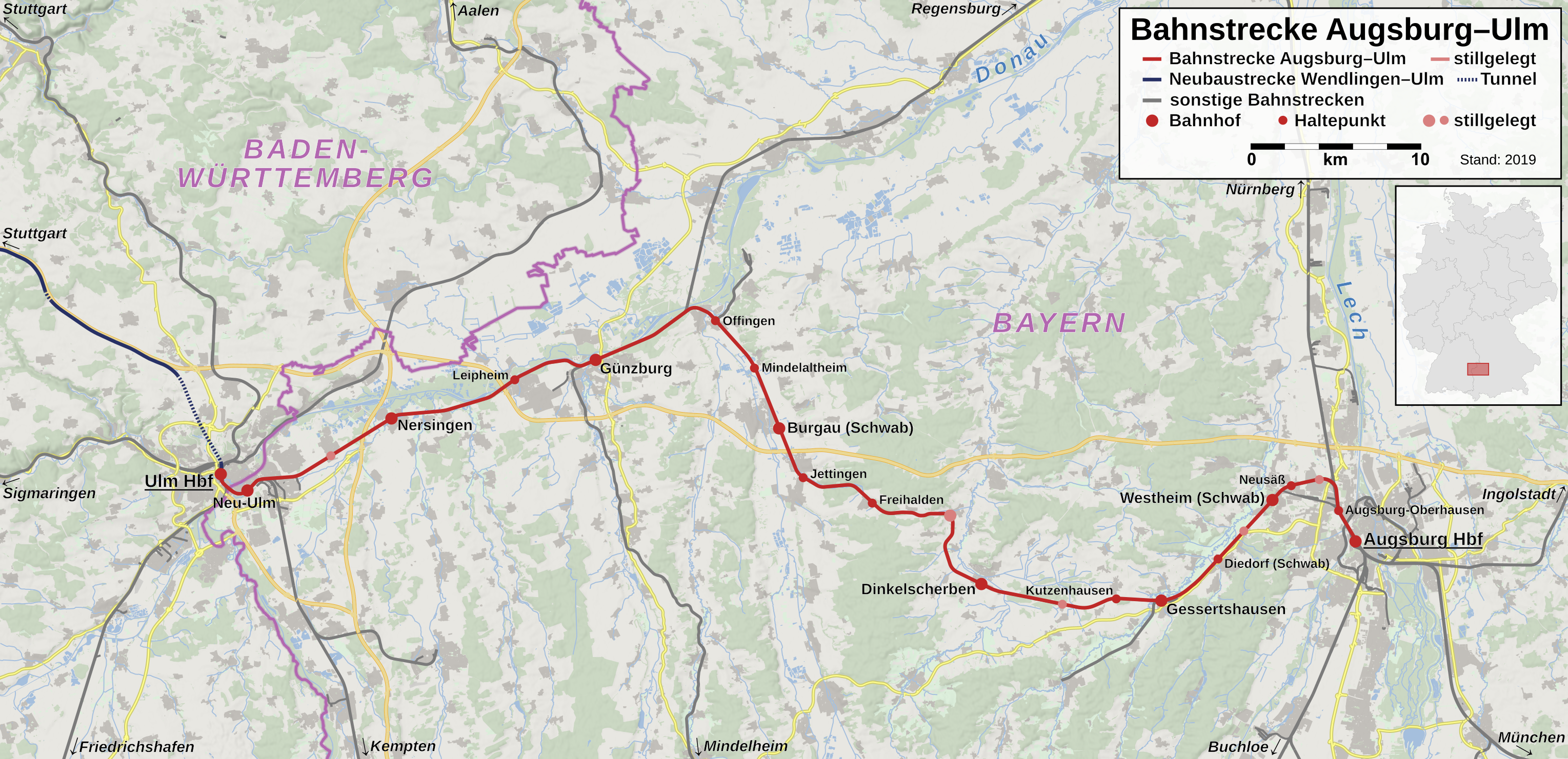
Traject spoorlijn Augsburg-Ulm
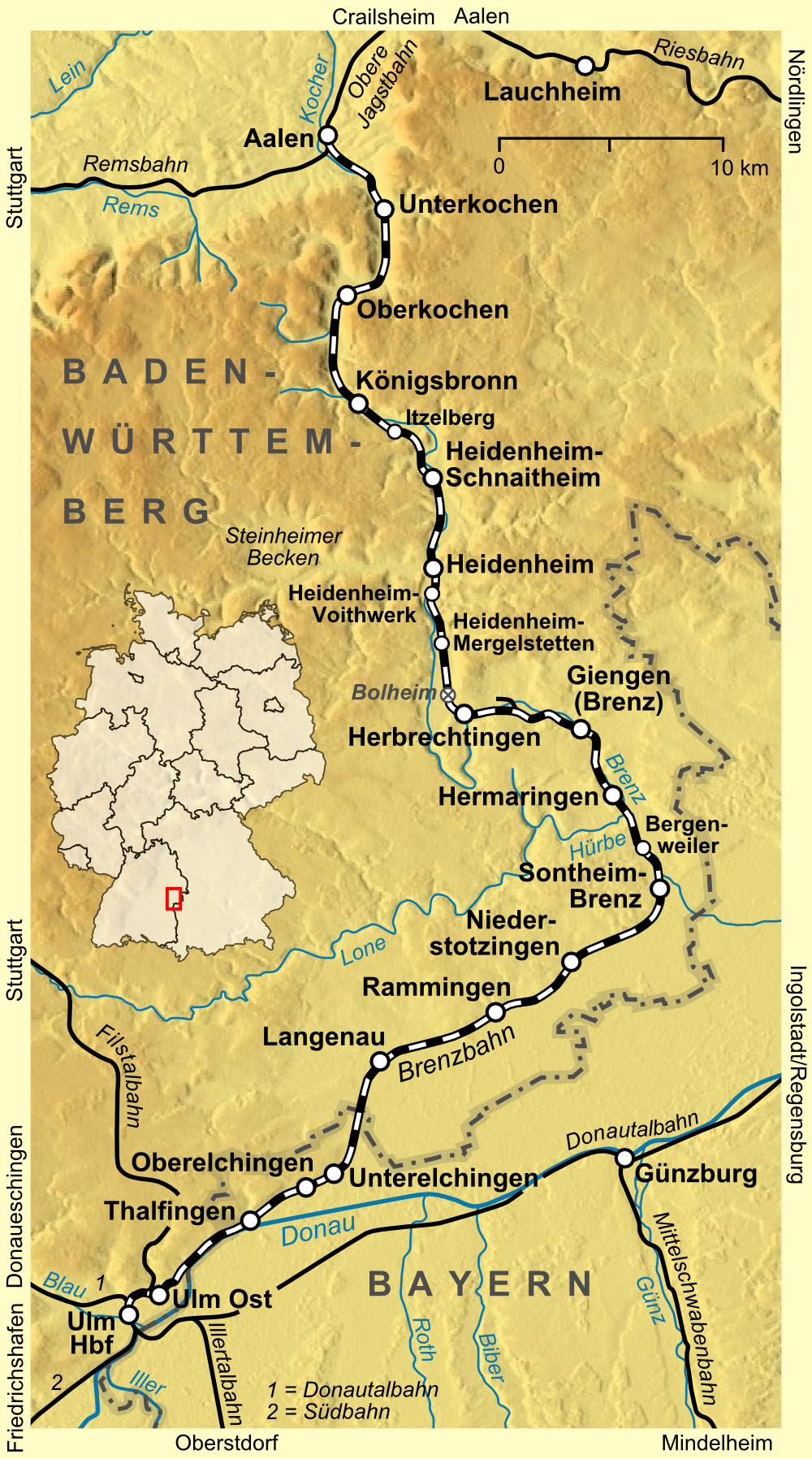
Traject spoorlijn Aalen-Ulm (Brenzbahn)

De firma SWU (gemeentewerken van Ulm en Neu-Ulm) exploiteert twee in Ulm rijdende tramlijnen en talrijke stadsbuslijnen, die alle een halte vóór station Ulm Hbf hebben. In 2019 is een ingrijpende renovatie van de stationsomgeving te Ulm begonnen, met in de planning o.a. tunnels onder het station door, een parkeergarage en een nieuw busstation bij Station Ulm Hbf. 